# Jonas Malm (konstnär)
Jonas Gudmund Malm, född den 4 mars 1889 i Göteborg, död den 7 augusti 1953 i Fallon, Nevada, var en svenskamerikansk målare och etsare.
Han var son till betjänten Gustaf Malm och Mathilda Charlotta Holm och från 1921 gift med en engelska. Malm tog redan i pojkåren lektioner i målning för Hilda Lindgren i Göteborg, han studerade vid Valands målarskola 1908-1913. Efter första världskrigets slut emigrerade han till Amerika och bedrev under en tid konststudier vid en konstskola i San Diego. Han flyttade till Fallon i början av 1920-talet och arbetade där som instruktör i teckning vid några olika högre skolor. Han medverkade i ett flertal konstutställningar i Kalifornien och Nevada. Hans konst består av landskapsskildringar utförda i olja eller i form av etsningar. 